# Barcides

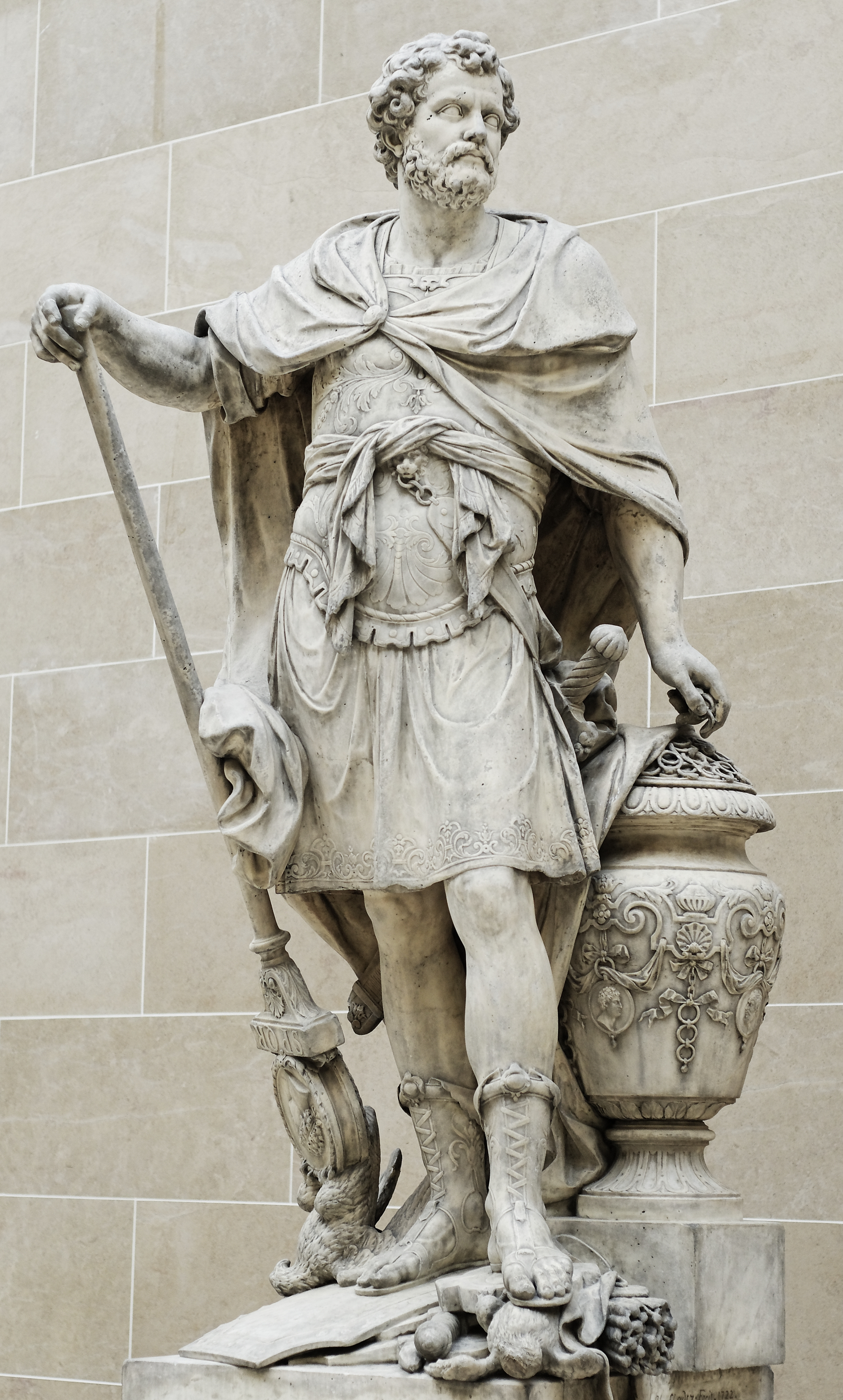
Statue d'Hannibal, fils aîné d'Hamilcar.

On appelle Barcides les membres de la dynastie dont le fondateur est Hamilcar Barca. Il s'agit d'une puissante famille de l'antique cité-État Carthage, dans l'actuelle Tunisie, et dont la rivalité avec Rome s'achève avec la troisième guerre punique.

## Barca
Barca n'est pas un nom de famille, il s'agirait d'un surnom d'Hamilcar venant du mot phénicien «𐤁𐤓𐤒» signifiant « éclair » (brq, baraq, barqä, barkas, barcas, barca selon les théories) et adopté par son fils Hannibal. De même, « Barcide » est un terme inventé a posteriori par les historiens, par commodité.
Cependant selon une version tardive de Silius Italicus, soumise à une cour pressante de la part des rois phéniciens, Didon fondatrice de carthage se remarie, avec l'un de ses fidèles tyriens, qui appartenait à la famille Barca . Ce fait rattache leur lignée à la fondation de Carthage.

## Dynastie

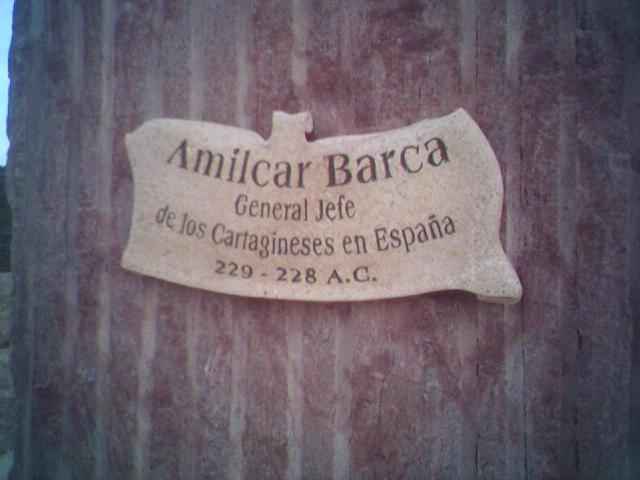
Détail du monolithe commémorant la mort d'Hamilcar à Elche de la Sierra, Castille-La Manche. « Amilcar Barca général en chef des Carthaginois en Espagne 229 - 228 av. J.-C. »

La dynastie Barcide fut surtout illustrée par Hannibal et Hasdrubal. Elle formait une faction opposée à celle de la famille Hannon, et fut toujours ennemie de Rome.
- Hamilcar Barca (~270-228 av. J.-C.) ;
  - Fille aînée, épouse le suffète Bomilcar, mère de l'officier Hanno ;
  - Fille cadette, épouse Hasdrubal le Beau ;
  - Dernière fille, épouse le prince numide Naravas ;
  - Fils aîné, Hannibal (247-183 av. J.-C.) ;
  - Fils cadet, Hasdrubal (245-207 av. J.-C.) ;
  - Dernier fils, Magon (243-203 av. J.-C.).

Arbre généalogique de la famille des Barcides.

## Légende de Barca Nova

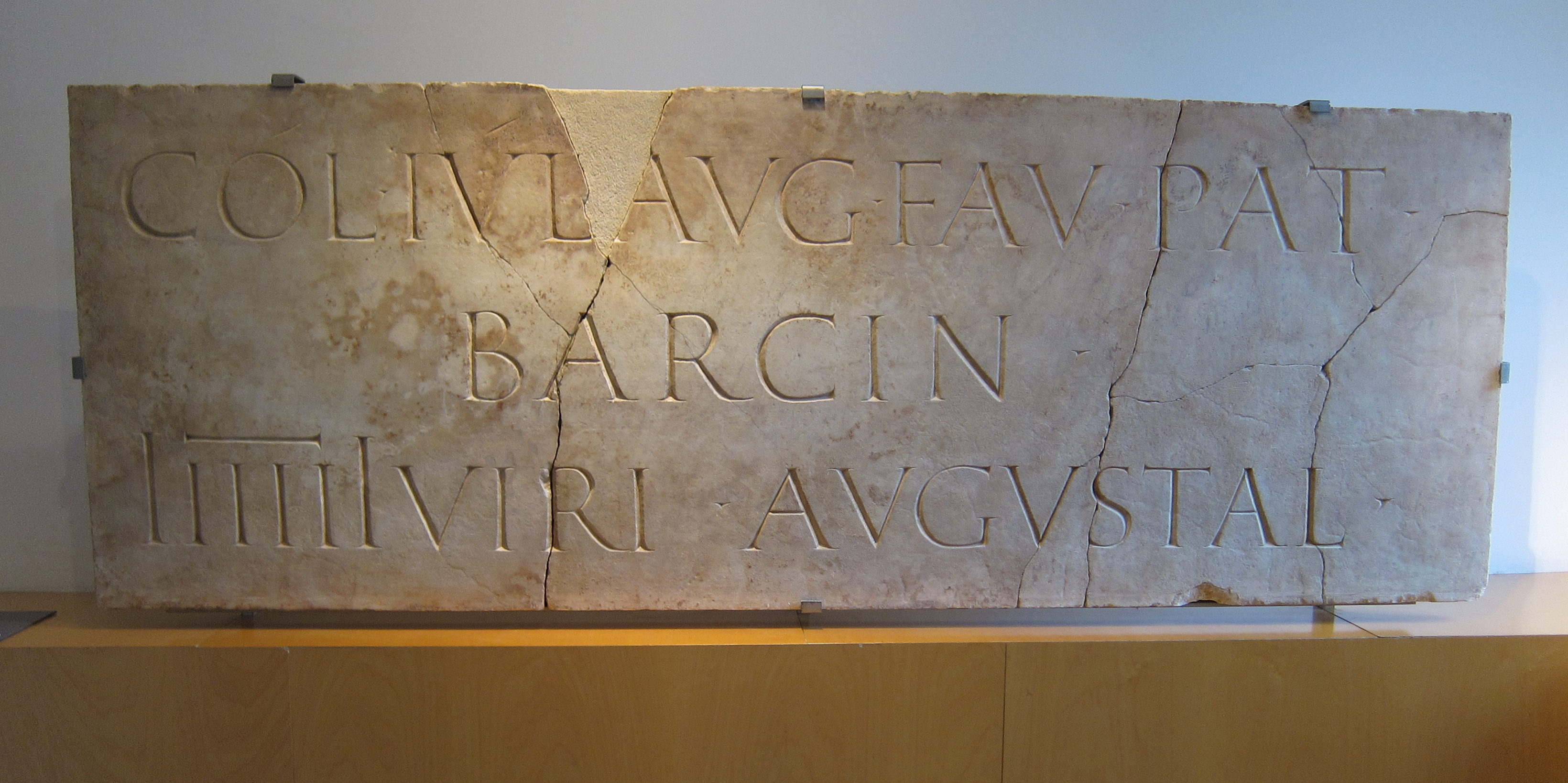
Barcelone est fondée en 10 av. J-C. par l'empereur romain Auguste qui nomme cette colonie Barcino. Inscription sur marbre « Colonia Julia Augusta Faventia Paterna Barcino » (abrégée en « COL IVL AVG FAV PAT BARCIN »).

Selon une légende non fondée, mais persistante, les Barcides qui sont les fondateurs de Carthagène (Cartagena) sur les ruines de l'ancienne Mastia, seraient aussi à l'origine de la ville catalane de Barcelone (Barcelona) nommée « Barca Nova » (« nouvelle Barca »). Il s'agit d'une mystification, en réalité c'est l'empereur romain Auguste qui a fondé Barcelone en 10 av. J.-C. sous le nom latin de Barcino (« Colonia Julia Augusta Faventia Paterna Barcino »),. Au VIe siècle Barcino devient Barcinona, au IXe siècle Barcinona devient Barchinona, plus tard encore, Barcelona devient le nouveau toponyme.

#### Ouvrages
- (es) Manuel Bendala Galán, Hijos del Rayo. Los Barca y el dominio cartaginés en Hispania, Madrid, Ed. Trébede, 2015.
- (es) José María Blázquez Martínez, Los Bárquidas en la Península Ibérica Historia de España Antigua, vol. I : Protohistoria, Madrid, 1980.
- (en) Dexter Hoyos, Hannibal’s Dynasty. Power and politics in the western Mediterranean, 247-183 B.C., Londres-New York, Routledge, 2003.

#### Articles
- (es) José María Blázquez Martínez, « Consideraciones históricas en torno a los supuestots retratos bárquidas en las monedas cartaginesas », Nvmisma. Revista de la sociedad Iberoamericana de estudios numismáticos,‎ 1976, p. 43-45.
- (es) C. González Wagner, « Los Bárquidas y la conquista de la Península Ibérica », Gerion, no 17,‎ 1999, p. 263-294.
- (es) Víctor Martínez Hahnmüller, « Los Barca, una familia aristocrática de Cartago durante el siglo III a.C. Aspectos sociales, económicos y políticos », Habis, no 47,‎ 2016, p. 171-186 (ISSN 0210-7694, lire en ligne, consulté le 16 février 2025).
- (es) Víctor Martínez Hahnmüller, « Entre la ambición y el patriotismo. La supremacía bárquida y su relación con Cartago », Latomus, t. 77,‎ 2018, p. 395-415 (JSTOR 48741823).
- (en) Dexter Hoyos, « Barcid 'proconsuls' and punic politics, 237-218 B.C. », Rheinisches Museum für Philologie, nos 3-4,‎ 1994, p. 246-274 (JSTOR 1234156).

#### Chapitres
- (es) Adolfo Domínguez Monedero, « Los otros Barca: los familiares de Aníbal », dans S. Remedios, F. Prados et J. Bermejo, Aníbal de Cartago. Historia y Mito, Madrid, 2012.
- (es) Eduardo Ferrer Albelda, « Rasgos ideológicos helenísticos en la política ibérica de los Barca », dans J. M. Cortés Copete, Grecia ante los Imperios, V Reunión de historiadores del mundo griego, Séville, 2011, p. 305-316.
- (es) Manuel Bendala Galán, « La recuperación arqueológica de la acción de los Barca: logros y expectativas », dans S. Remedios, F. Prados et J. Bermejo, Aníbal de Cartago. Historia y mito, Madrid, Polifemo, 2012, p. 297-327.
- (es) Manuel Bendala Galán, « Aníbal y los Barca: el proyecto político cartaginés en Hispania », dans Manuel Bendala Galán, Fragor Hannibalis. Aníbal en Hispania, Madrid, 2013, p. 47-83.
- (es) José María Blázquez Martínez, « La política Bárquida en la Península Ibérica », dans Atti del V Congresso Internazionale di Studi Fenici e Punici (Marsala‑Palermo, 2005), vol. III, Palerme, 2005, p. 1331-1342.
- (es) José María Blázquez Martínez, « Los Bárquidas en la Península Ibérica », dans José María Blázquez Martínez, Fenicios, griegos y cartagineses en Occidente, Madrid, Cátedra, 1992, p. 491-523.